# گمینا گولنگوو
گمینا گولنگوو (به لهستانی:  Gmina Goleniów) یک گمینا در لهستان است که در شهرستان گولنگوف واقع شده‌است. گمینا گولنگوو ۴۴۳٫۰۶ کیلومتر مربع مساحت و ۳۳٬۱۳۷ نفر جمعیت دارد.